# آلیشا ماترسهد
آلیشا ماترسهد (انگلیسی: Alyscha Mottershead؛ زادهٔ ۲۵ مهٔ ۱۹۹۱) بازیکن فوتبال اهل کانادا است.
از باشگاه‌هایی که در آن بازی کرده‌است می‌توان به اس‌سی سند اشاره کرد.
وی همچنین در تیم‌های ملی فوتبال Canada women's national under-17 soccer team و زنان کانادا بازی کرده‌است.